# Bibliographie en sociologie des sciences
 (août 2024).
- Si vous ne connaissez pas le sujet, laissez ce bandeau (vous pouvez alors contacter les auteurs).
- Si vous supprimez le contenu mis en cause (vous pouvez préalablement contacter les auteurs),

argumentez précisément cette suppression dans la page de discussion
(un manque de référence n'est pas un argument ; une recherche réelle de référence doit avoir été effectuée, être formellement documentée).

## Ouvrages

### En français

#### B
- Joseph Ben David, Éléments d'une sociologie historique des sciences [« Scientific Growth. Essays on the Social Organization and Ethos of Science »], PUF, 1997 (1re éd. 1991)
- Pierre Bourdieu, Les usages sociaux de la science : pour une sociologie clinique du champ scientifique, INRA Editions, 1997
- Pierre Bourdieu, Sciences de la science et réflexivité, Raisons d'agir, coll. « Cours et travaux », 2001, 200 p. (ISBN 978-2-912107-14-5)
- David Bloor, Sociologie de la logique ou les limites de l'épistémologie [« Knowledge and Social Imagery »], Paris, Pandore, 1982 (1re éd. 1976)

#### C
- Michel Callon, La science et ses réseaux, genèse et circulation des faits scientifiques, La Découverte, 1988

#### G
- Yves Gingras, Sociologie des sciences, Paris, PUF, coll. « Que sais-je ? », 14 octobre 2020 (ISBN 978-2-7154-0485-4)

#### K
- Thomas Samuel Kuhn (trad. de l'anglais), La Structure des révolutions scientifiques [« The Structure of Scientific Revolutions »], Paris, Flammarion, coll. « Champs », 1983 (1re éd. 1962), 284 p. (ISBN 2-08-081115-0)
- Thomas Samuel Kuhn, La tension essentielle : tradition et changement dans les sciences [« The Essential Tension. Selected Studies in Scientific Tradition and Change »], Gallimard, 1990 (1re éd. 1977)

#### L
- Bruno Latour, La clef de Berlin et autres leçons d'un amateur de sciences, La Découverte, 1993
- Bruno Latour, Le métier de chercheur : regard d'un anthropologue, INRA Editions, 1995
- Bruno Latour, Les microbes : guerre et paix, Métailié, 1984
- Bruno Latour, Petite réflexion sur le culte moderne des dieux faitiches, Synthélabo, 1996
- Bruno Latour et Steve Woolgar, La vie de laboratoire : la production des faits scientifiques, Paris, La Découverte, 1988
- Bruno Latour, La science en action, La Découverte, 1989

#### M
- Olivier Martin, Sociologie des sciences, Armand Colin, 2006 (1re éd. 2000)

#### S
- Terry Shinn et Pascal Ragouet, Controverses sur la science : pour une sociologie transversaliste de l'activité scientifique, Paris, Raisons d'agir, 2005

#### V
- Dominique Vinck, Sociologie des sciences, Armand Colin, 1995

### En anglais
- (en) Robert K. Merton, The sociology of science, Theoretical and empirical investigations, The University of Chicago Press, 1973
- (en) Warren O. Hagstrom, The Scientific Community, New-York, Basic Books, 1965
- (en) Derek John de Solla Price, Little Science and Big Science, New York, Columbia University Press, 1963
- (en) Peter Galison, Image and Logic : Material Culture and Microphysics, Chicago, University of Chicago Press, 1977
- (en) Joseph Ben David, The Scientist's Role in Society : A comparative Study, Englewood Cliffs (New Jersey), Prentice Hall, 1971
- (en) Karin Knorr Cetina, The Manufacture of Knowledge : An Essay on the Constructivist and Contextual Nature of Science, Oxford, Pergamon Press, 1981
- (en) William Kornhauser, Scientists in Industry : Conflict and Accommodation, University of California Press, 1962
- (en) Thomas Hugues, Networks of Power, Johns Hopkins University Press, 1983
- (en) Andrew Pickering, Constructing Quarks : a Sociological History of Particle Physics, Chicago, University of Chicago Press, 1984
- (en) John Ziman, Reliable Knowledge : An Exploration of the Grounds for Belief in Science, Cambridge, Cambridge University Press, 1976